# سلیمان
سلیمان (عبری: שְׁלֹמֹה‎، آوانگاری: شِلومو) یا یدیدیاه (عبری: יְדִידְיָהּ‎) بر اساس روایت تنخ حدوداً بین سال‌های ۹۷۰ تا ۹۳۱ قبل از میلاد نزدیک به ۴۰ سال بر سلطنت متحده اسرائیل پادشاهی کرد. او که پسر و جانشین داوود بود، بعد از مرگش سلطنت متحده به دو بخش پادشاهی یهودا و پادشاهی شمالی اسرائیل تقسیم شد که سیاست‌های خشن سلیمان نقش زیادی در این اتفاق داشت.
به گفته تنخ—مجموعهٔ کُتُب مقدس یهودیان—بعد از زنای داوود با بث‌شبع و حامله‌شدن او، داوود شوهر بث‌شبع را در توطئه‌ای به قتل رساند و یهوه برای مجازات، فرزند داوود و بث‌شبع را کشت. در ادامه، سلیمان که دومین فرزند داوود از بث‌شبع بود، به عنوان نشانه برقراری صلح میان داوود و یهوه متولد شد؛ با این حال برخی تاریخ‌پژوهان وجود رابطه پدر پسری میان داوود و سلیمان را ساختگی می‌دانند. داوود نوزاد را سلیمان نامید که احتمالاً نامی مرتبط با شلیم یا شلمان، دو خدای کنعانی، است و بر اساس فرضیه دیگر می‌تواند به معنای «جایگزین» باشد. در زمان پیری داوود، بث‌شبع با همکاری ناتان نبی، داوود را فریب دادند و او پذیرفت به جای آدونیا که وارث برحقش بود، سلیمان را جانشین خود کند. داوود و سلیمان چند سال مشترکاً حکومت کردند و بعد از مرگ داوود، سلیمان رقبا و دشمنان خود از جمله آدونیا را قتل‌عام کرد.
نویسندگان تنخ عهد سلطنت سلیمان را دوره طلایی اسرائیل نمایانده‌اند و حدود دولت او را با هدف بالا بردن جایگاه سلیمان تا مرتبه حکام آشوری، بابلی و ایرانی، بسیار بیشتر از آنچه در واقعیت بوده توصیف کرده‌اند. سلیمان در دوره حکومتش با دولت‌های اطراف روابط سیاسی و تجاری دوستانه‌ای برقرار کرد و با همکاری با پادشاه صور توانست تجارت خود را گسترش دهد که یکی از نمودهای آن، سفر هیئتی تجاری از عربستان به اسرائیل بوده که در قالب دیدار سلیمان و «ملکه سبا» افسانه‌های زیادی دربارهٔ آن وجود آمده است. سلیمان بناهای زیادی در اسرائیل ساخت، از جمله قصری بزرگ در اورشلیم و معبدی در کنار آن. با این حال، از آنجا که دولت او منابع کافی برای این ساخت و سازها را نداشت، در آخر مجبور شد ۲۰ روستا از قلمروی خود را به صور ببخشد. او همچنین مالیات سنگینی برای اسباط اسرائیل وضع کرد و برخلاف داوود که تنها بر مردم کنعانی قلمروی خود کار اجباری تحمیل کرده بود، اسرائیلیان را هم به بیگاری گرفت. این سیاست‌های خشن سلیمان، از دلایل اصلی شورش اسباط شمالی به رهبری یربعام بوده‌اند.
سلیمان برای حفظ مرزهای قلمروی خود، با دولت‌های اطراف متحد شد و برای تحکیم این اتحادها، با زنان زیادی از ممالک همسایه ازدواج کرد. به گفته تنخ، این زنان باعث شدند سلیمان از یهوه روی‌گردان شود و شروع به پرستش خدایان آن‌ها کند و به همین دلیل، یهوه تصمیم گرفت اسباط شمالی را از سلطه خاندان داوود خارج کند و به یربعام بدهد. در واقعیت، سلیمان و اسرائیلیان معاصر او هیچ‌گاه یکتاپرست نبوده‌اند و در کنار یهوه خدایان دیگری را هم می‌پرستیدند و اساساً سرگذشت سلیمان یکی از مدارکی است که نشان می‌دهد یهودیان تا قبل از دوره تبعید به بابل، هنوز با یکتاپرستی آشنا نشده بودند. سلیمان مولوخ را به اورشلیم برد و برای پرستش خدایانی چون عشتروت و کموش معابدی موسوم به «مکان‌های بلند» ساخت. او در سال‌های پایانی عمر شورش یربعام را سرکوب کرد و مدتی بعد مرد. بعد از مرگ سلیمان، اسباط شمالی یربعام را پادشاه خود اعلام کردند اما رحبعام، پسر و جانشین سلیمان، حکومت خاندان داوود بر ۲ سبط یهودا و بنیامین را حفظ کرد که به پادشاهی یهودا معروف شد.

## نام
در کتاب اول تواریخ این توضیح وجود دارد که او «سلیمان» (שְׁלֹמֹה، شلومو) نامیده شد زیرا یهوه در عهد پادشاهی‌اش به اسرائیل صلح (شالوم) خواهد بخشید؛ این وجه تسمیه صحیح نیست. به گفته ارنست اکسل کناوف و بسیاری دیگر از محققان، نام سلیمان با شلیم، یکی از خدایان کنعانی که احتمالاً خدای حافظ اورشلیم بوده، مرتبط است. مطابق فرضیه‌ای دیگر، نام سلیمان با شلمان، یکی از خدایان عرب و کنعانی، در ارتباط است. از سوی دیگر، افرادی چون تومو ایشیدا عقیده دارند سلیمان در لغت به معنای «جایگزین» (جایگزین فرزند از دست رفته، اشاره به فرزند اول داوود از بث‌شبع که توسط یهوه به عنوان مجازات قتل اوریای حتی کشته شد) است.
به گفته روایت، نام سلیمان را داوود بر روی نوزاد گذاشت اما یهوه به ناتان گفت او را یدیدِیاه بنامند. یدیدیاه به معنای «عزیز یهوه» است. به نظر می‌رسد هدف از به کار بردن این نام، نشان دادن آن است که سلیمان توسط یهوه به پادشاهی انتخاب شده است. یدیدیاه مشابه «عزیز خدایان بزرگ» (migir il ni rabûti)، یکی از عناوین سلطنتی بین‌النهرینی، است.

## منبع‌شناسی
بخش‌هایی از کتاب دوم سموئیل و ۱۱ باب اولیه کتاب اول پادشاهان منابع اصلی در مورد سلطنت سلیمان هستند و در کتب تواریخ هم اشاراتی به او موجود است. در گذشته تصور می‌شد کتب سموئیل و پادشاهان را در دربار اورشلیم در قرن دهم قبل از میلاد (قرن سلطنت داوود و سلیمان) نوشته‌اند. امروزه این فرضیه اعتباری ندارد و تاریخ‌پژوهان به این نتیجه رسیده‌اند که ثبت مکتوب تاریخ تا قبل از قرن هشتم قبل از میلاد در اسرائیل وجود نداشته است. مطابق فرضیه مستند، اسفار یوشع، داوران، سموئیل و پادشاهان همگی توسط یک نفر نوشته شده‌اند و بر این منبع مشترک اصطلاحاً نام تاریخ تثنوی نهاده شده است. تاریخ تثنوی احتمالاً در اواخر قرن هفتم یا اوایل قرن ششم قبل از میلاد (دوره تبعید) نوشته شده است.
هیچ منبعی خارج از تنخ به داوود و سلیمان اشاره نکرده است. برخی محققان این فرضیه که تاریخ تثنوی با استفاده از اسناد قدیمی‌تر نوشته شده را رد می‌کنند و اعتقاد دارند اورشلیم تا قبل از قرن هشتم قبل از میلاد پایتخت دولت اسرائیل نبوده است؛ لذا مطالب مربوط به سلطنت متحده (شائول، داوود و سلیمان) کاملاً با استفاده از مطالب شفاهی گرد آمده‌اند و خالی از هر گونه اساس تاریخی هستند.

## سلطنت

### جانشینی داوود
پدر و مادر سلیمان، داوود و بث‌شبع بودند. بث‌شبع در آغاز همسر اوریای حتی بود اما در غیاب اوریا، داوود بث‌شبع را دید و دلباخته‌اش شد و با او زنا کرد. چون بث‌شبع حامله شد، داوود با توطئه‌ای اوریا را به قتل رساند؛ بر اساس تنخ، یهوه در واکنش به این اتفاقات فرزند اول داوود از بث‌شبع را کشت. یک فرضیه آن است که سلیمان در واقع همان فرزند حاصل زنای داوود و بث‌شبع بوده و ماجرای مرگ آن نوزاد را برای حفاظت از شهرت او جعل کرده‌اند. با این حال، گویلیم جونز می‌گوید با توجه به فرضیه‌ای که معنای لغوی نام سلیمان را «جایگزین» می‌داند، محتمل‌تر است که او واقعاً پسر دوم داوود از بث‌شبع بوده باشد. ارنست اکسل کناوف اعتقاد دارد سلیمان از بومیان اورشلیم (ساکنان شهر پیش از فتح آن توسط داوود) بوده و بعدها او را پسر داوود نامیده‌اند زیرا اطلاعات کافی وجود ندارد که نشان دهد داوود پدر واقعی سلیمان بوده است.

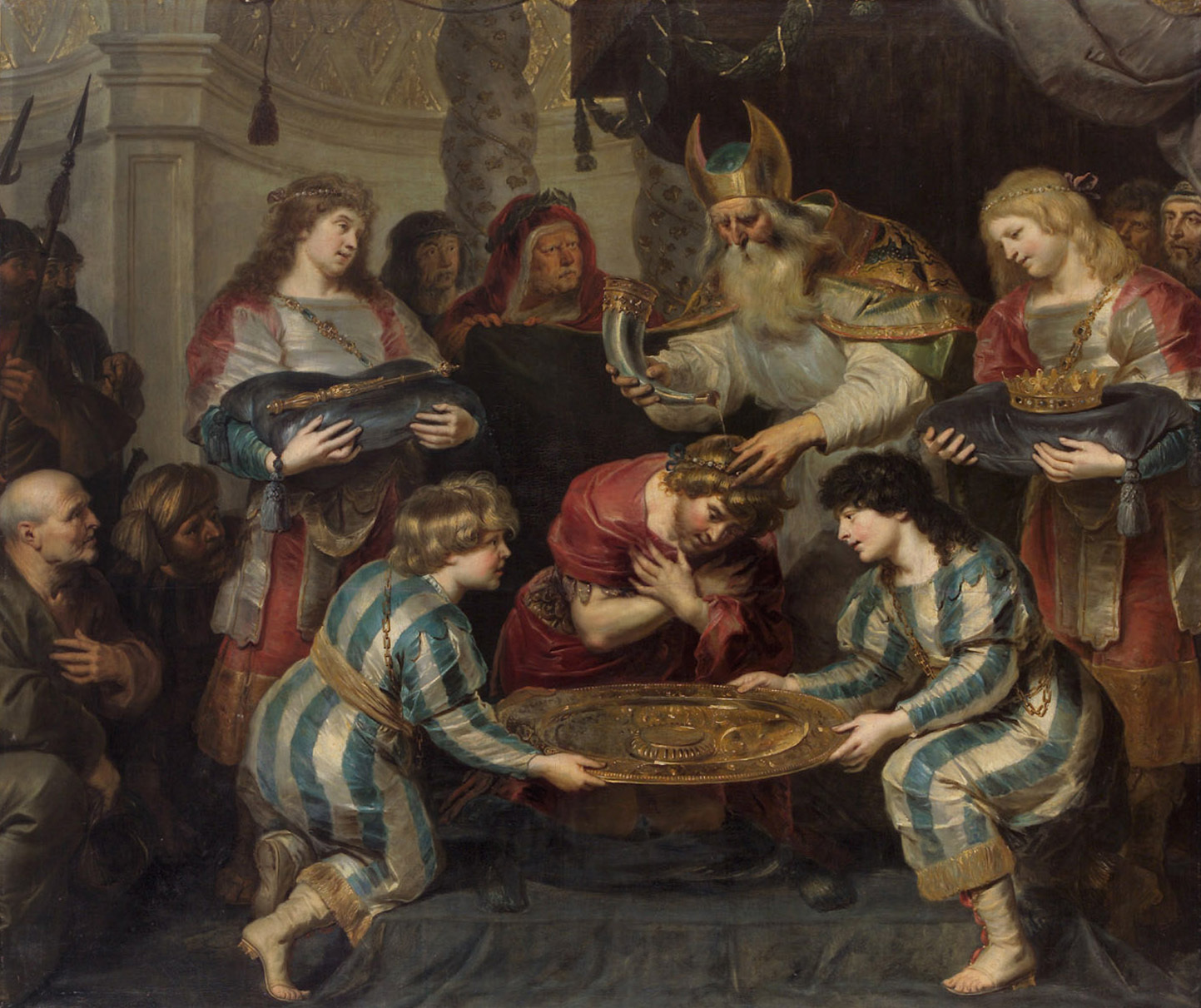
مسح سلیمان اثری از کورنلیس دو ووس (۱۶۳۰). طبق کتاب اول پادشاهان ۱:۳۹، سلیمان توسط صادوق مسح شد.

به سلطنت رسیدن سلیمان و تحکیم قدرت توسط او در باب‌های ۱ و ۲ کتاب اول پادشاهان به تفضیل روایت شده است. این روایت یکی از قدیمی‌ترین (به لحاظ زمان شکل‌گیری یا نگارش) آثار تاریخی موجود در تنخ محسوب می‌شود، با این حال محققانی مثل ویبری و راست دربارهٔ صحت آن تردید کرده‌اند. تومو ایشیدا عقیده دارد اگر به این متن به چشم یک «اثر تاریخی سلطنتی با هدف توجیه» به شیوه سایر متون خاورمیانه باستان نگریسته شود، می‌توان پذیرفت هسته متن تاریخی است، هر چند به توجیه اعمال سلیمان گرایش دارد.
روایت بدین شیوه آغاز می‌شود که داوود بسیار پیر شده بود اما هنوز به صراحت برای خود جانشینی مشخص نکرده بود. به این جهت، رجال دربار به دو دسته تقسیم شده بودند که هر کدام از یک گزینه حمایت می‌کردند: دسته اول حامی آدونیا، چهارمین فرزند داوود که با مرگ سه برادر خود به شاهزاده ارشد تبدیل شده بود، بودند. اکثر مردم انتظار داشتند او پادشاه شود و یوآب، فرمانده ارتش و ابیاتار کاهن نیز حامی او بودند. مدعی دیگر، سلیمان پسر بث‌شبع بود. صادوق کاهن، ناتان نبی، بنایاهو و «شجاعان داوود» حامی او بودند. بث‌شبع، صادوق و ناتان اولین بار بعد از انتقال پایتخت از حبرون به اورشلیم توسط داوود در روایت به آن‌ها اشاره شده است. برخلاف اینان، آدونیا و حامیانش از همان زمان استقرار داوود در حبرون مناصب بلندپایه را در اختیار داشتند. اعضای این دو دسته همچنین بر سر منصب‌های دیگر نیز با یکدیگر اختلاف داشتند. بدین ترتیب، مشخص می‌شود که رقابت موجود در واقع از تهدیدی که تازه‌واردان برای اعضای قدیمی ایجاد کرده بودند، ناشی شده است. دسته‌ای از محققان رقابت را حاصل اختلاف دینی میان پیروان دین یبوسی-کنعانی که از اورشلیم آمده بودند (سلیمان و طرفدارانش) و یهوه‌پرستان حبرونی (آدونیا و طرفدارانش) دانسته‌اند.
اینطور که از باب ۱ کتاب اول پادشاهان برداشت می‌شود، آدونیا بدون رضایت داوود خود را در ضیافت عین روجل، شاه نامید. با این حال، بررسی همان کتاب نشان می‌دهد آدونیا قصد شورش علیه داوود را نداشته است. در واقع مرگ پادشاه نزدیک بود و انتظار می‌رفت آدونیا به سلطنت رسد؛ نتیجتاً، او دلیلی برای عجله کردن نداشت. در باب ۱ خط ۶ به ابشالوم، برادر شورشی آدونیا، اشاره شده که به وضوح نشان می‌دهد این بخش از تنخ دیدگاه دسته مخالف آدونیا را بازتاب داده است. در هر صورت ناتان نبی، داوود را فریب داد که آدونیا بیرق شورش برافراشته است و همچنین با استفاده از پیری داوود موفق شد او را فریب دهد که روزگاری عهد کرده بود سلیمان را جانشین خود خواهد کرد. بدین ترتیب، طرفداران سلیمان موفق شدند با یک توطئه درباری، در لحظه آخر بر طرفداران آدونیا غلبه کنند.
سلیمان در گیهون مراسم تاج‌گذاری برگزار کرد و سپس نزد داوود بازگشت و بر تخت سلطنتی نشست. اطرافیان داوود را گفتند «بادا خدای تو نام سلیمان را از نام تو مشهورتر و تخت سلیمان را از تخت تو بزرگ‌تر گرداند!» می‌توان این نقل‌قول‌ها را نوعی انتقاد از دولت داوود و تلاش برای مشروعیت‌بخشی به سلیمان محسوب کرد. بعد از مرگ داوود، سلیمان تمام دشمنان و رقبای خود را با خشونت زیاد کشت یا تبعید کرد. نویسنده ادعا کرده کشتارهای سلیمان وصیت داوود بوده است اما نباید این ادعا جدی گرفته شود زیرا قصد داشته حمام خونی که سلیمان به راه انداخت را توجیه کند. مطابق روایت، آدونیا ابیشک، همخوابه داوود، را به زنی خواست. ابیشک یکی از اعضای حرمسرای داوود محسوب می‌شد و سلیمان حرم‌سرای پدرش را تصاحب کرده بود تا نشانه مشروعیتش باشد. در نتیجه، سلیمان به محض شنیدن درخواست آدونیا، به بنایاهو دستور داد او و یوآب را اعدام کند. همچنین ابیاتار کاهن را از اورشلیم تبعید کرد. ظاهرا سلیمان و داوود بین سال‌های ۹۶۷ تا ۹۶۵ قبل از میلاد به‌طور مشترک حکومت کرده‌اند.

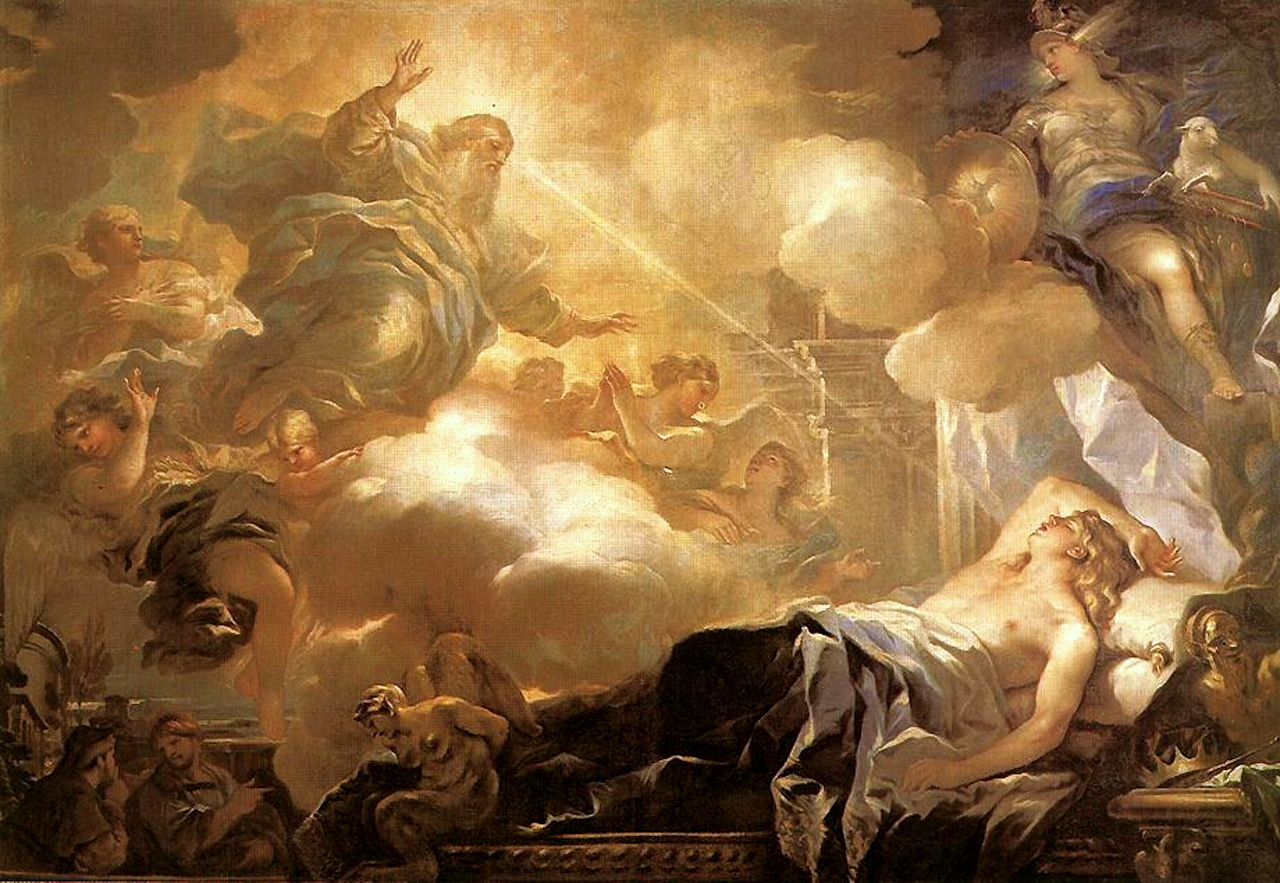
خداوند به سلیمان وعده حکمت می‌دهد، اثری از لوکا جوردانو

در خاورمیانه باستان، مشروعیت حکومت سلطنتی از دو عنصر سرچشمه می‌گرفت: تبار شاهانه و تأیید سلطنت از سوی خدایان. این دو عنصر در روایت مربوط به سلیمان نیز وجود دارد؛ کتاب اول پادشاهان در باب‌های اولیه خود تأکید دارد که شخص داوود سلیمان را برای جانشینی انتخاب کرد و سلیمان «بر تخت پدر خود نشست.» تأیید الهی حکومت سلیمان مضمون خوابی است که او در جبعون دید. در آن خواب، یهوه بر سلیمان ظاهر شد و به او حکمت و خرد سلطنت بر قوم خود (یعنی قوم یهوه) را اعطا کرد. همچنین در خواب به عهد داوود هم اشاره شده که باز تلاشی برای تأکید بر تبار شاهانه سلیمان است. این بخش احتمالاً به تقلید از ادبیات سلطنتی مصر باستان نوشته شده است؛ به عنوان مثال، در کتیبه‌های مصری فرعون توتمس چهارم (۱۴۲۱–۱۴۱۳ قبل از میلاد) نیز چنین خوابی می‌بیند. در کل وحی الهی به پادشاهانی که در معبد به خواب رفته‌اند، مضمونی رایج در ادبیات جهان باستان بوده است. اینکه داستان خواب سلیمان در جبعون را بلافاصله بعد از برتخت‌نشینی او روایت کرده‌اند، نشان می‌دهد حکومت او نیازمند مشروعیت‌بخشی بوده است.

### روابط و تجارت با دولت‌های دیگر
دربارهٔ حدود دولت سلیمان گزارش‌های ضد و نقیضی موجود است. مطابق ادعای «رسمی» که در تنخ روایت شده، او بر تمام پادشاهی‌ها از ماورای رود [فرات] تا مرز مصر حکومت می‌کرد. این مطلبی متاخر است زیرا ماورای رود [فرات] عبارتی است که دو قرن بعد از مرگ سلیمان توسط آشوری‌ها به کار برده شد. به بیان دیگر، نویسنده تلاش داشته سلیمان را تا سطح سلاطین بزرگ آشوری، بابلی و ایرانی بالا ببرد اما آنچه در دیگر بخش‌های تنخ وجود دارد چیزی دیگری می‌گوید؛ در تنخ هَدَد ادومی و رزون دمشقی با سلیمان دشمنی می‌ورزند و هیچ منبعی خارج از کتاب مقدس وجود ندارد که تأیید کند که او سرزمین جَت را فتح کرده است. همچنین حیرام، پادشاه صور، از موضع قدرت با سلیمان رفتار می‌کرد. این مطالب بسیار تاریخی‌تر از ادعای تنخ دربارهٔ مرزهای وسیع قلمرو او به نظر می‌رسند. با این حال، شاید سلیمان شخصاً تمام حکومت‌های غرب فرات را تحت نفوذ خود محسوب می‌کرده و تنخ همین را بازتاب داده، هر چند این مسئله تفاوت شدیدی با واقعیت داشته است. روی هم رفته، تاریخ‌پژوهان حدود دولت سلیمان را بسیار کوچک‌تر از آنچه در تنخ وجود دارد محسوب می‌کنند و یافته‌های باستان‌شناسی نیز تأیید می‌کنند در قرن دهم قبل از میلاد یک امپراتوری بزرگ در این منطقه وجود نداشته است.
در ادامه روایت، فرعون مصر به جازر حمله می‌کند، دختر خود را به سلیمان به زنی می‌دهد و آن شهر را نیز به عنوان مهریه به دختر خود می‌بخشد. برخی محققان مثل کنث کیچن این فرعون را سی‌آمون که جازر را فتح کرد، می‌دانند، با این وجود گروهی دیگر مثل پل اش این نظریه را غیرممکن می‌یابند. هیچ منبعی غیر از تنخ به این مسئله اشاره نکرده و افرادی مثل برایان رابرتز نیز یادآور شده‌اند که فراعنه به‌طور کلی شاهدخت‌های مصری را به همسری پادشاهان خارجی نمی‌دادند. در صورت پذیرش روایت، می‌توان آن را اینگونه بازسازی کرد که در روزهای مرگ داوود که دولت اسرائیل تضعیف شده بود، با هدف پس گرفتن راه تجاری موسوم به ویا ماریس به آن سمت لشکر کشید اما با دیدن قدرت دفاعی لشکر سلیمان تصمیم به صلح گرفت و صلح را با یک ازدواج مستحکم‌تر کرد که یک موفقیت سیاسی بزرگ برای سلیمان محسوب می‌شود. نویسنده باب ۱۱ کتاب اول پادشاهان سلیمان را بابت ازدواج با شاهدختی مصری سرزنش کرده اما نویسندگان باب‌های ۳ و ۹ از اینکه پادشاهی تازه به دوران رسیده موفق شده با شاهدخت یک کشور باستانی ازدواج کند، با غرور یاد کرده‌اند. ازدواج‌های سیاسی سلیمان با زنان خارجی دیگر نیز در تنخ روایت شده و او توانست به واسطه این ازدواج‌ها از مرزهای حکومتش دفاع کند.
کتاب مقدس صراحتاً به عهدنامه سلیمان و حیرام، پادشاه صور، اشاره کرده است. حیرام مواد مورد نیاز سلیمان برای ساخت معبد و کاخ‌های سلطنتی مثل چوب، طلا و استادان فنیقی را در اختیار او می‌گذاشت و سلیمان برای جبران به صورت سالانه گندم و روغن به صور می‌فرستاد. بعد از ۲۰ سال تجارت، کفه ترازو به سمت حیرام سنگینی می‌کرد و سلیمان به همین جهت مجبور شد ۲۰ روستا در جلیل را به او واگذار کند. با این حال، نویسنده کتاب دوم تواریخ به اشتباه تصور کرده حیرام ۲۰ شهر به سلیمان بخشید.
سلیمان و حیرام همچنین در ساخت کشتی نیز با یکدیگر همکاری کردند. سلیمان ناوگانی در خلیج ایلات، احتمالاً با همکاری کشتی‌سازان فنیقی، ساخت. خدمه کشتی‌ها ملوانان حیرام و سربازان سلیمان بودند. این ناوگان به همراه کشتی‌های حیرام به اوفیر (در جنوب عربستان یا شرق آفریقا) فرستاده می‌شدند. سلیمان به پادشاهی صور امکان دسترسی به دریای سرخ را داده بود و در عوض، اسرائیل را وارد تجارت با اوفیر کرده بود. تا قبل از ورود سلیمان و حیرام به رقابت، دریای سرخ در انحصار مصری‌ها و مردم جنوب عربستان بود.

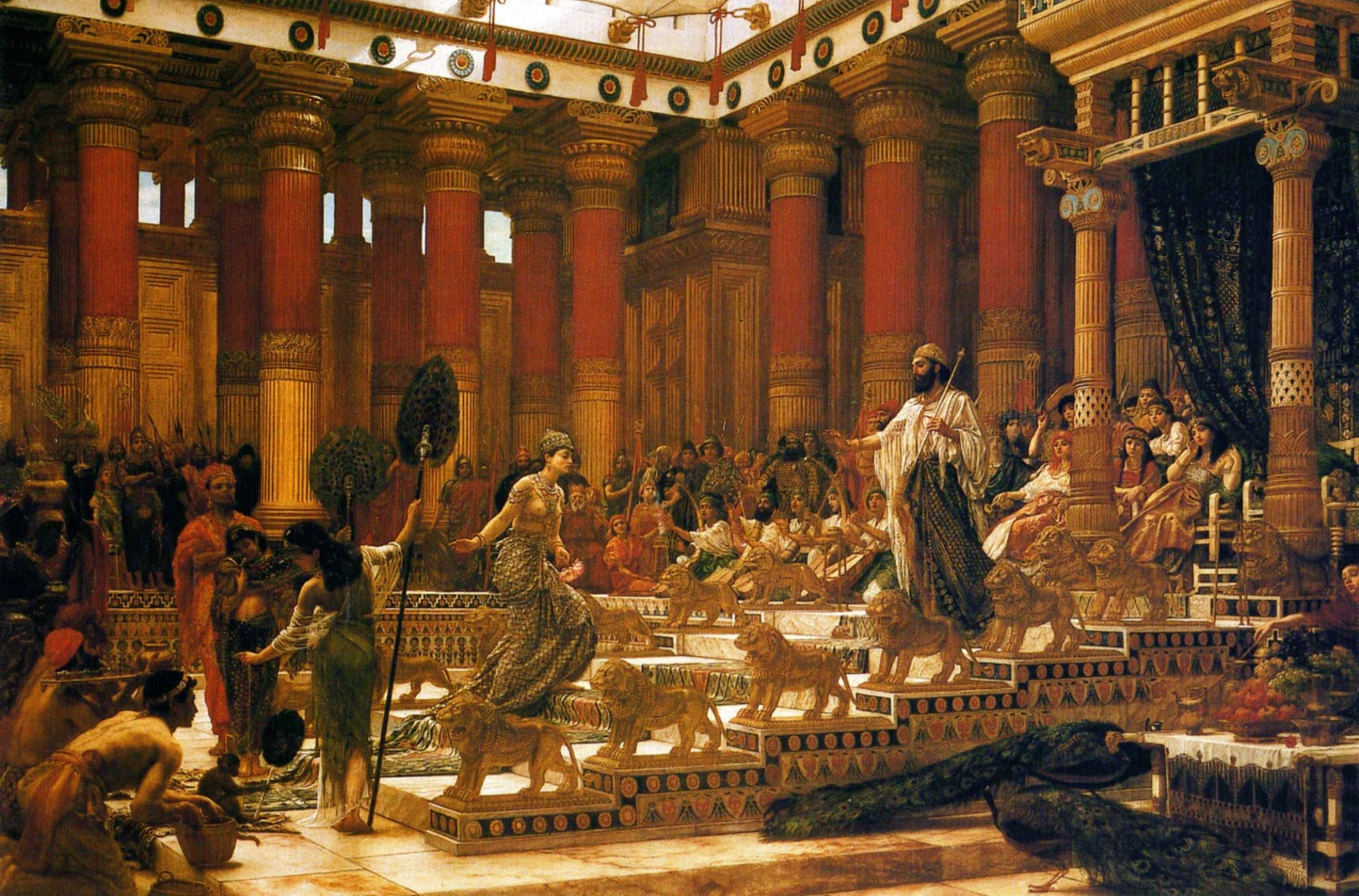
دیدار ملکه سبا از پادشاه سلیمان. نقاشی رنگ روغن اثر ادوارد پوینتر (۱۸۹۰)

با در نظر گرفتن این جزئیات، سفر «ملکه سبا» از جنوب عربستان به اورشلیم، قابل درک است. هر چند داستان فعلی در جزئیات خود قویا افسانه‌ای است اما این بازدید می‌تواند سفری تجاری از سوی اعراب جنوب شبه‌جزیره محسوب شود زیرا آن‌ها دیگر نمی‌توانستند سلطه سلیمان بر راه‌های تجاری و حضور ناوگانش در دریای سرخ را نادیده بگیرند. بدین ترتیب روایت مربوط به یکی از روابط تجاری اسرائیل با اعراب است. البته سندی از حکومت ملکه‌ها در عربستان تا قبل از سال ۶۹۰ قبل از میلاد یافت نشده است. کتاب اول پادشاهان به فعالیت‌های تجاری دیگر نظیر صادرات اسب به بین‌النهرین نیز اشاره می‌کند.
تنخ صلح و صفای سلطنت اسرائیل در زمان سلیمان را به دلیل خرد او دانسته است. با این حال، «پادشاه خردمند» مضمونی رایج در خاورمیانه باستان بوده است. به عنوان مثال، در مقدمه قانون حمورابی به خرد پادشاه اشاره شده است. آشوربانی‌پال نیز در یک کتیبه خرد خود را ستوده است. در تنخ نیز خرد سلیمان از نوع خرد مشرقی و مصری اما از درجه‌ای بالاتر توصیف شده است. در روایات، سلیمان خردمندتر از همه انسان‌ها، داننده ضرب‌المثل‌ها، خواننده آوازها، حل‌کننده معماها، صحبت‌کننده با درختان، حیوانات، پرندگان، خزندگان و ماهی‌ها توصیف شده است. مطالب دربارهٔ خرد سلیمان با این هدف درست شده‌اند تا از او پادشاهی عادل بسازند و به همین جهت اغراق شدید و جزئیات افسانه‌ای که در آن‌ها دیده می‌شود چندان عجیب نیست.
روی هم رفته، روایات دربارهٔ فعالیت‌های تجاری سلیمان و ثروت او به‌طور افسانه‌واری اغراق‌شده هستند. روشن است که نویسندگان کتاب به دنبال گزارش تاریخی صحیح دربارهٔ اقتصاد اسرائیل در عهد سلیمان نبوده‌اند، بلکه قصد آن‌ها تأکید بر ثروت او تحت سایه برکت الهی بوده است. در بررسی روایات دربارهٔ مملکت ثروتمند و با ثباتِ سلیمان نباید این نکته را از یاد برد که دولت او مدت کوتاهی بعد از مرگش از بین رفت.

### ساختار دولت سلیمان
سه فهرست از صاحب‌منصبان اسرائیل در کتاب مقدس (۱ فهرست در کتاب اول پادشاهان، ۲ فهرست در کتاب دوم سموئیل) وجود دارد که اولی مربوط به عهد داوود در سال‌های بعد از تحکیم سلطنت اوست، دومی به سال‌های آخر دوره داوود و سومی به نیمه دوم سلطنت سلیمان تعلق دارد. مقایسه این دو فهرست نشان می‌دهد سلیمان نسبت به دوره پدرش در نظام اداری اسرائیل تغییراتی اعمال کرده است. دولت داوود به تقلید از دولت‌شهرهای کنعانی به وجود آمده بود اما منصب‌ها در زمان سلیمان پیچیده‌تر شده‌اند.
چهار تغییر عمده میان فهرست‌های داوود و فهرست سلیمان وجود دارد: ۱) بالاترین مقام دولت داوود فرمانده ارتش است، اما در دولت سلیمان کاهن به این جایگاه رسیده. ۲) در فهرست‌های داوود به «کاهنان» و در فهرست سلیمان به «کاهن» اشاره شده است که نشان می‌دهد آن زمان منصب «کاهن اعظم» ایجاد شده. ۳) سه منصب جدید در عهد سلیمان اضافه شده؛ یکی از این مناصب («دوست پادشاه») در دوره داوود هم وجود داشته، منتهی در فهرست مقامات به حساب نیامده. ۴) منصب «سردار کریتی‌ها و فلیسطی‌ها» از فهرست سلیمان حذف شده. علاوه بر این تغییرات، اسامی موجود در فهرست نام خاندان‌های اشرافی دربار سلیمان را نیز آشکار می‌کند.
دولت سلیمان به ۱۲ منطقه و سرزمین یهودا تقسیم شده بود. فهرست مناطق و حاکمان هر کدام در کتاب اول پادشاه ذکر شده است؛ از این دوازده منطقه، اولی نام جغرافیایی دارد، دومی تا هفتمی با نام شهرها مشخص شده‌اند و هشتمی تا یازدهمی با نام ایلات. نام دوازدهمی نیز احتمالاً باید ایلاتی باشد. اینطور به نظر می‌رسد که نقاط حاشیه‌ای زندگی و نظام ایلاتی خود را حفظ کرده بودند اما مرکز اسرائیل از نو ساختار بندی شده است. به گفته تنخ، هر منطقه باید یک سال در ماه برای پادشاه غذا فراهم می‌کرد که از این خط به نظر می‌رسد هدف از این اصلاحات، بهبود نظام جمع‌آوری مالیات بوده است. همچنین یهودا یکی از ۱۲ منطقه محسوب نشده که نشانه معافیت آن از مالیات است. سلیمان احتمالاً با انجام اصلاحات ساختاری در مرکز کشور به دنبال کاهش نفوذ سبط یوسف میان ایلات بوده است.
میان مقامات دولت داوود یک «سردار باج‌گیران» نیز وجود دارد که نامش ادورام (نامی مرتبط با ادد، خدای طوفان در کنعان) است. داوود به تقلید از دولت‌های کنعان، مردم کنعانی قلمروی خود را به کار اجباری وادار و بر آن‌ها مالیات ویژه‌ای تحمیل کرده بود. در دولت سلیمان، این مالیات ویژه بر اسرائیلیان نیز اعمال شد و با اینکه آیه‌ای در کتاب اول پادشاهان ادعا می‌کند سلیمان بنی‌اسرائیل را به کار اجباری مجبور نکرد اما دیگر بخش‌های کتاب مقدس از بار سنگین ظالمانه‌ای که سلیمان بر اسرائیلیان هم تحمیل کرده بود گواهی می‌دهند؛ مثلاً در یک مورد، او ۳۰ هزار نفر را برای کار به لبنان فرستاد. اعداد اغراق‌آمیزی که دربارهٔ کارگران سلیمان روایت شده، ریشه در همین سیاست او دارد.
کار اجباری که سلیمان به قبایل شمالی تحمیل کرده بود، نهایتاً به یکی از دلایل تجزیه پادشاهی متحد اسرائیل تبدیل شد. یربعام بن نباط که از سوی سلیمان به نظارت بر روی بیگاری خاندان یوسف منصوب شده بود، با حمایت قبایل شمالی شورشی علیه سلیمان آغاز کرد که البته در انتها سرکوب شد. بعد از مرگ سلیمان، قبایل شمالی با جانشین او رحبعام برای پایان دادن به کار اجباری مذاکره کردند. با شکست مذاکرات، قبایل شمالی تصمیم گرفتند از سلسله داوود مستقل شوند و یربعام را پادشاه اسرائیل اعلام کردند. نویسنده کتاب پادشاهان از دیدگاه دینی خودش، بت‌پرستی سلیمان را مسبب تجزیه پادشاهی دانسته است.

### ساخت و سازها

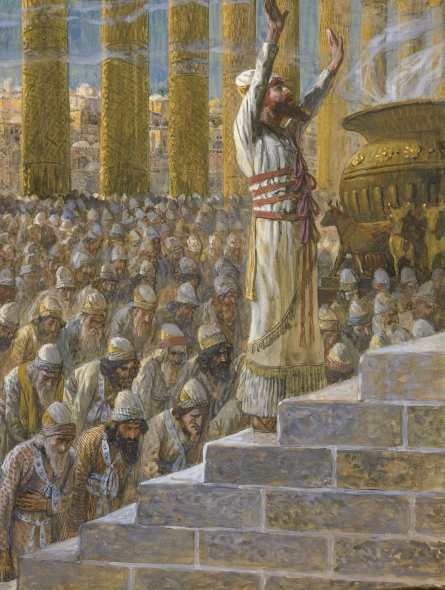
پادشاه سلیمان معبد اورشلیم را وقف می‌کند. نقاشی از جیمز تیسو

سلیمان بخش مهمی از درآمدهای خود را صرف ساخت بناهایی کرد که منابع کافی برای انجام آن‌ها نداشت. علی‌رغم بیزاری مردمش، او آن‌ها را به کار اجباری مجبور کرد تا منابع لازم را فراهم کند اما باز هم پیداست که موفق نشده است زیرا بعد از ۲۰ سال مجبور شد بخش‌هایی از مملکت خود را به دولت صور ببخشد. این ساخت و سازها دو دسته بودند؛ سازه‌های دفاعی و ارگ بزرگ اورشلیم (شامل قصر سلطنتی و معبد). بنا به روایت کتاب مقدس، سلیمان ۱٬۴۰۰ ارابه و ۱۲٬۰۰۰ سوار داشت. این نیروها در اورشلیم، حاصور و دیگر نقاط مهم اسرائیل مستقر بودند. یافته‌های باستان‌شناسی ساخت سازه‌های دفاعی همسان در حاصور، مجدو و جازر را گواهی می‌دهند با این حال باستان‌شناسان دربارهٔ اینکه این یافته‌ها مربوط به دوره سلیمان یا ادوار متاخر بعدی هستند، اختلاف‌نظر دارند.
بخش مهم‌تر ساخت و سازهای سلیمان، ارگ بزرگ اورشلیم بود که از دو بنای بزرگ قصر و معبد تشکیل شده بود. کتاب مقدس ساخت معبد در کوه صهیون را به تفضیل و ساخت قصر را با جزئیات کمتری روایت کرده اما از ابعادی که در کتاب برای این دو بنا ذکر شده، مشخص است که بنای اصلی در واقع قصر سلطنتی بوده و معبد سازه‌ای الحاقی به آن. با این حال، معبد سلیمان یک عبادتگاه شخصی سلطنتی نبوده و همان‌طور که در تنخ تأکید و توسط یافته‌های باستان‌شناسی تأیید شده، نقش معبد پادشاهی اسرائیل را داشته است. ساخت ارگ اورشلیم ۲۰ سال طول کشید؛ ۷ سال برای معبد و ۱۳ سال برای قصر. سلیمان معبد و قصر را به تقلید از معابد فنیقی و کنعانی پایان هزاره دوم قبل از میلاد ساخت. تنخ نیز به حضور معماران و صنعتگران فنیقی در پروسه ساخت معبد سلیمان اشاره کرده است.

### بت‌پرستی و مرگ
بعد از به پایان رسیدن ساخت و سازها، سلیمان دوباره به جبعون رفت. این مرتبه، یهوه به او توصیه کرد که اگر مانند پدرش سلطنت و از قوانین موسی پیروی کند، حکومت سلسله او را تا ابد بر اسرائیل حفظ خواهد کرد؛ اگر از او اطاعت نکند و خدایان دیگر را پرستش کند، «این خانه (معبد) را از جلوی چشمان خویش دور خواهم کرد.»
در ادامه گفته شده که او در سال‌های پایانی زندگی از یهوه روی برگرداند؛ نویسندگان زنان بسیار او را مسبب این مسئله دانسته‌اند زیرا زنان او از مللی بودند که «یهوه مردم اسرائیل را از ازدواج با ایشان منع کرده بود چون بدون شک باعث می‌شوند به خدایانشان متمایل شوید. سلیمان شیفته این زنان بود. او ۷۰۰ زن ۳۰۰ کنیز داشت. زنانش دل او را [از یهوه] برگردانیدند.» او برای این خدایان معابد بسیاری ساخت که رقیب معبد اورشلیم بودند. نویسندگان کتب تواریخ و پادشاهان کمبود منابع مالی و نارضایتی مردم از سلیمان را نادیده گرفته‌اند و روی‌گردانی او از یهوه را مسبب تجزیه پادشاهی متحد اسرائیل دانسته‌اند. شورش یربعام که اخیای نبی از او طرفداری می‌کرد در همین نقطه روایت شده است. اخیا گفت یهوه تصمیم دارد یربعام را بر تمام اسرائیل غیر از یهودا و بنیامین مسلط کند اما به خاطر داوود آن مناطق را در دست سلیمان و جانشینانش خارج نخواهد کرد. سلیمان شورش یربعام را سرکوب کرد و او به مصر گریخت. سلیمان مدتی بعد مرد و در اورشلیم دفن شد.
این بخش به روشنی نشان می‌دهد که سلیمان و اسرائیلیان معاصر او چندخدا بوده‌اند و یکتاپرستی هنوز میان آنان ظهور نکرده بود. خدایانی که سلیمان در این قسمت (باب ۱۱ کتاب اول پادشاهان) می‌پرستد، تا قرن‌ها بعد در اورشلیم پابرجا بوده‌اند و در باب ۲۳ کتاب دوم پادشاهان به آن‌ها اشاره شده است.

## دیدگاه تاریخی-انتقادی
نظرات دانشوران دربارهٔ دوره سلطنت متحده اسرائیل (شامل عهد سلیمان) از دهه ۱۹۹۰ به این سمت به دو دسته عمده که اصطلاحاً «مینیمالیست» و «ماکسیمالیست» نامیده می‌شود تقسیم شده و گروهی نیز نظری در میانه این دو را قبول دارند. مینیمالیست‌ها اعتقاد دارند کتب تنخ در عصر هلنیستی نوشته شده‌اند و فاقد هر گونه ارزش تاریخی هستند و بدین ترتیب، داوود و سلیمان شخصیت‌های افسانه‌ای هستند. مینیمالیست‌ها می‌گویند اسرائیل و یهودا از ابتدا ممالک جداگانه‌ای بوده‌اند و «سلطنت متحده» وجود خارجی نداشته است. ماکسیمالیست‌ها نیز اعتقاد دارند آنچه در تنخ موجود است، روایت صحیح تاریخی است.
هیچ اثری از سلیمان در یافته‌های باستان‌شناسی نیست. در قرن بیستم بقایای شش دروازه از اسرائیل باستان یافت شد که افرادی چون یگائیل یادین آن‌ها را با توجه به بخشی از کتاب اول پادشاهان از دوره سلیمان دانستند. با این حال، مشخص شد دروازه‌های موردنظر متعلق به قرن نهم قبل از میلاد هستند. بقایای چند بنای بزرگ نیز یافت شد که آن‌ها را هم متعلق به دهه‌های پایانی قرن دهم دانستند و به سلیمان نسبت دادند اما اسرائیل فینکلشتاین می‌گوید این ابنیه از دوره عمریان و حدود ۸۵۰ قبل از میلاد است.
فینکلشتاین با توجه به کشفیات باستان‌شناسی اساساً عقیده دارد ملک سلیمان نمی‌توانسته در نیمه اول قرن دهم وجود داشته باشد؛ او می‌گوید کشت تاک و زیتون در اسرائیل شمالی به عمریان امکان تأسیس دولتی موفق داد و نویسنده تاریخ تثنوی تلاش کرده از ارزش کار آن‌ها بکاهد اما سرزمین‌های جنوب در یهودا، برای کشاورزی مناسب نیستند. او نهایتاً نتیجه می‌گیرد دولت جنوب بعد از حمله آشوریان به شمال در ۷۲۰ قبل از میلاد و به دلیل هجوم پناهجویان شمالی به جنوب به وجود آمده است. در این شرایط در قرن هفتم قبل از میلاد بوده که کاتبان و روحانیون شمالی شروع به نوشتن تاریخ سلطنت اسرائیل کرده‌اند. نویسنده تاریخ تثنوی دوره داوود و سلیمان را عهدی مقدس و شکوهمند محسوب می‌کرده که یوشیا — پادشاه یهودا در قرن ۷ ق‌م و یکی از نوادگان داوود — قصد داشته آن را بازیابی کند؛ نتیجتاً، هدف متون موجود این است که نشان دهند یوشیا بت‌پرستی را برانداخت و شکوه سلسله داوود را از نو برپا کرد. فینکلشتاین بعداً تغییراتی در نظراتش اعمال کرد و گفت شکل‌گیری دولت در یهودا از نیمه اول قرن نهم آغاز شده و کتیبه «یهوه خدای تمام زمین است، کوه‌های یهودا به خدای اورشلیم تعلق دارد» نشان می‌دهد اورشلیم حداقل از قرن هشتم قبل از میلاد مرکز پرستش یهوه بوده است. البته فینکلشتاین موجودیت تاریخی سلیمان را منکر نیست؛ بلکه می‌گوید او حاکمی محلی در اورشلیم در یهودا بوده و روایات دربارهٔ ثروت و قدرتش بی‌اساس است.
به گفته پکا سارکیو، روایات تنخ از سلیمان تا حدی بازتاب‌دهنده شرایط روزگار نویسنده کتاب اول پادشاهان در قرون هفتم و ششم قبل از میلاد است. با این حال، اورشلیم ادامه‌ای بر دولت‌شهرهای کنعانی بوده و به همین دلیل برخی عناصر یک دولت در قرن دهم قبل از میلاد هم در این منطقه وجود داشته اما جمعیت و ثروت آن زیاد نبوده است. او می‌گوید در جنگ جانشینی داوود، آدونیا و طرفدارانش نماینده اسباط اسرائیل (نظام قبیله‌ای) و دین پرستش یهوه بوده‌اند اما طرفداران خدای یبوسی اورشلیم و نظام شهری آن (صادوق، ناتان نبی و بث‌شبع) از سلیمان طرفداری می‌کردند. ارنست اکسل کناوف در همین زمینه یادآوری می‌کند که نام سلیمان (شلومو) به شلیم که احتمالاً خدای حافظِ اورشلیم بوده، مرتبط به نظر می‌رسد. کناوف اعتقاد دارد روایت ساخت معبد اورشلیم توسط سلیمان، در واقع نشان می‌دهد سلیمان اولین کسی بود که خدایی به نام یهوه را به اورشلیم برد اما نه به عنوان یک یکتاپرست؛ از متن و لحن روایت مشخص است که یهوه در اورشلیم در واقع تابع ال، بزرگ‌ترین خدای کنعانی، بوده است. تومو ایشیدا اعتقاد دارد فرضیه طرفداری پرستندگان یهوه و خدای یبوسی از دو مدعی سلطنت بر مدارک تأیید نشده استوار است.

## در یهودیت
به گفته متون یهودی آگادا، سلیمان در سن ۱۲ سالگی به سلطنت رسید. سلیمان (شلومو) چنان صلحی (شالوم) برقرار کرد که نام اصلی‌اش یدیدیاه تحت سایه نام دیگر قرار گرفت. او را همچنین با اسامی مختلفی چون کوهلث، لموئیل، اگور، یاکه و اثیئیل یاد کرده‌اند. سلیمان خرد را انتخاب کرد زیرا می‌دانست زمانی‌که خردمند شود، باقی چیزها را به دست خواهد آورد. ۸۰۰ مَثَل او در واقع باید ۳٬۰۰۰ مثل محسوب شود زیرا هر کدام از مثل‌ها را می‌توان به دو یا سه طریق تعبیر کرد. سلیمان باغبانی ماهر بود و گیاهان خارجی را به اسرائیل آورد. او زبان حیوانات و پرندگان را می‌دانست و ایشان تحت فرمانش بودند. در ماجرای قضاوت سلیمان که دو زن مدعی بودند مادر بچه هستند و سلیمان برای تشخیص‌دادن مادر واقعی، دستور داد کودک را دو نیم کنند، در واقع آن دو زن فرستادگان الهی بودند و مأموریت داشتند خردِ سلیمان را به همه نشان دهند. در منابع یهودی افسانه‌های دیگری هم دربارهٔ قضاوت‌های خردمندانه سلیمان، مانند فردی که دو سر داشت و مدعی دو حق ارث بود، روایت شده است.

محدوده قلمرو نوادگان اسراییل.

افراد بسیاری به سلیمان مراجعه می‌کردند تا از توصیه‌های او کمک بگیرند؛ یکی از اینان ملکه سبا بود که در دیدار با سلیمان معماهای زیادی طرح کرد اما او همه را به درستی پاسخ داد. با این حال، سلیمان در یهودیت کهن‌الگوی کسی است که به دلیل دیدگاه‌های خردگرایانه‌اش به گناه کشیده می‌شود. او بنا داشت دلیل همه حکمت‌های الهی را متوجه شود و در این امر موفق بود، تا اینکه به قانون گاو سرخ رسید و نتوانست آن را درک کند. سرانجام، او با داشتن اسب‌های بسیار، طلا و نقره فراوان و ازدواج با بیش از ۱۸ زن از حدود تعیین‌شده تجاوز کرد زیرا تصور می‌کرد زیرپا گذاشتن احکام بر خردش تأثیر نمی‌گذارد اما خدا گفت: «قبل از اینکه یک حرف از تورات از بین برود، سلیمان و صد نفر مثل او نابود خواهند شد.» در ادبیات ربانی گفته شده برای سلیمان بهتر بود که فاضلاب را تمیز کند، تا اینکه خدا دربارهٔ او چنین بگوید. دختر فرعون در شب زفاف هزار ساز موسیقی به سلیمان داد و هر کدام به یکی از بت‌ها تقدیم شدند اما سلیمان مانع او نشد. او همچنین تخت سلیمان را مملو از الماس و مروارید کرد و چنان درخشان شد که گویی ستاره‌ها می‌درخشند. سلیمان به همین دلیل تا چهار ساعت بعد از طلوع خورشید خواب بود و از آنجا که کلید معبد زیر بالشت او بود، مردم را بسیار غمگین کرد.
مهم‌ترین کار سلیمان از دیدگاه متون یهودی، ساخت معبد بود؛ گفته‌اند که او این کار را با کمک دیوان و فرشتگان انجام داد. بنا به شیوه‌ای معجزه‌آسا ساخته شد و سنگ‌های بزرگ خود بلند می‌شدند و در جای مناسب قرار می‌گرفتند. سلیمان سنگ‌ها را با استفاده از کرم‌هایی به نام شمیر می‌تراشید و اشمدایی، رئیس دیوان، کسی بود که او را شمیرها آشنا کرد. خود اشمدایی هم توسط بنیایا، وزیر سلیمان، به اسارت گرفته شده بود. سلیمان در ساخت معبد چنان ثابت‌قدم بود که معبد بعد از هفت سال آماده شد، در حالی‌که ساخت قصر ۱۴ سال طول کشید. در این زمینه، او از پدرش داوود برتر بود زیرا داوود ابتدا خانه خودش را ساخت و سپس به فکر میشکان، محل سکونت خدا، افتاد. در واقع، اگر سلیمان معبد را نمی‌ساخت او را به خاطر گناهانش در میان پادشاهان بی‌ایمان قرار می‌دادند. همچنین به زیبایی تخت سلطنت سلیمان اشاره شده و گفته شده هیچ تختی پیش یا پس از آن به آن زیبایی نبود. حیوانات به سلیمان در بالا رفتن از تخت کمک می‌کردند؛ بعد از مرگ سلیمان این تخت از دست اسرائیلیان خارج شد و به مصر، بابل، یونان و نهایتاً روم برده شد.
سلیمان به خاطر گناهانش تاج و تخت، ثروت و خرد خود را از دست داد. در ابتدا او حاکم جهان زندگان و جهان مردگان بود اما حاکمیت جهان مردگان از دست او خارج شد؛ سپس تنها اسرائیل برایش باقی ماند و حتی همان را هم از دست داد و خدمتکاران و تخت‌خوابش برایش باقی ماندند. متون یهودی دربارهٔ اینکه او به سلطنت بازگشت یا نه، یک‌نظر نیستند. گفته شده که او «سه جهان» را دید که مفسران یهودی دو شیوه مختلف تفسیر کرده‌اند: ابتدا پادشاه بود، سپس به شخص عادی تبدیل شد و دوباره پادشاه شد یا اینکه ابتدا فرد عادی بود، سپس پادشاه شد و دوباره به فردی عادی تبدیل شد. او شروع به گدایی کرد و شهر به شهر می‌رفت و برای گناهانش طلب بخشش می‌کرد. در زمان پیری و گدایی بود که کتاب جامعه را نوشت. نشیدالأنشاد حاصل جوانی و امثال سلیمان نیز حاصل دوره میانسالی‌اش بودند.

## در اسلام
در اسلام سلیمان یکی از پیامبران بسیار مهم می‌باشد، اسلام سلیمان را پسر داوود می‌داند که خداوند حکمت بسیار زیادی به او ارزانی کرده بود. سلیمان به اذن خدا بر تمامی موجودات زنده مسلط بود و زبان حیوانات را می‌فهمید. قرآن بیان می‌کند که سلیمان باد را تحت کنترل گرفت. همچنین قرآن ذکر می‌کند که سلیمان به خواست خدا بر اجنه مسلط شده بود و این اجنه بنای معبد سلیمان را برای او ساختند. داستان سلیمان و هدهد در قرآن ذکر شده است که سلیمان هدهد را غایب می‌بیند و وقتی سلیمان او را احضار می‌کند هدهد به نزد او حاضر شده و در مورد سرزمین سبا صحبت می‌کند. هدهد به سلیمان می‌گوید که مردم سرزمین سبا خورشید را پرستش می‌کنند ولیکن ملکه آن‌ها بسیار قدرتمند و دانا است. سلیمان نامه‌ای برای ملکه سبا به همراه هدهد می‌فرستد. در نامه سلیمان به ملکه سبا می‌گوید که پرستش خورشید را کنار گذاشته و به پرستش خداوند روی آورند.
سلیمان در قرآن به کمک قدرت خدا بر اجنه و ابرها و باد و باران و کوه‌ها و دریاها حاکم می‌شود و همچنین زبان حیوانات را می‌فهمد و با حیوانات سخن می‌گوید. در بسیاری متون مختلف نام سلیمان با سحر و جن‌گیری در ارتباط است. بسیاری افرادی که به دنبال سحر بودند از نام وی استفاده می‌کردند. همچنین مسلمانان معتقدند که سلیمان کافر نشده و تا آخرین روز حیاتش پیامبر خدا بوده است.

### مرگ سلیمان
دربارهٔ مرگ سلیمان نقل شده که خدای متعال به او وحی نمود: نشانه مرگ تو رویش درختی به نام «خرنوبه» در بیت‌المقدس است. روزی سلیمان متوجه شد که درختی در بیت‌المقدس روییده است. از او پرسید: چه نام داری؟ گفت: «خرنوبه»! سلیمان بی‌درنگ به محل عبادتش بازگشت و همان‌طور که ایستاده بود از دنیا رفت، در حالتی که بر عصایش تکیه داده بود. سلیمان بعد از مرگش چند روزی به همان وضع بود و جنّ‌ها و انسان‌ها به تصوّر این‌که او زنده است و نگاهشان می‌کند، مانند گذشته مشغول فعالیت بودند تا سرانجام موریانه‌ای وارد عصایش شده و درون آن را خورد. عصا شکست و سلیمان بر زمین افتاد. (این‌جا بود که همه فهمیدند او از دنیا رفت).
نقل دیگر آن است که روزی سلیمان گفت: دوست دارم تنها وارد قصر خود شوم و با خیالی راحت، استراحت کنم و شاد باشم. سپس وارد قصرش شده و درِ آن را قفل کرد تا هیچ‌کس وارد نشود و خود به نقطه بالای قصر رفت و با نشاط به مُلک خود نگریست. نگهبانان در همه جا ناظر بودند که کسی وارد قصر نشود. ناگهان سلیمان جوانی زیبا و خوش‌قامت را در برابرش دید و به او گفت: «چه کسی به تو اجازه داد که وارد قصر شوی، با این‌که من امروز تصمیم داشتم در خلوت باشم و آن را به آسایش بگذرانم؟!»
جوان گفت: «با اجازه خدا!». سلیمان گفت: «پروردگار قصر، قدرتش از من بیشتر است، اکنون خود را معرفی کن!» جوان گفت: «من عزرائیل هستم». سلیمان گفت: «چرا این‌جا آمدی»؟ عزرائیل گفت: «آمده‌ام تا روح تو را قبض کنم». سلیمان گفت: «به مأموریت خود عمل کن».... همان دم عزرائیل جان او را گرفت، در حالی‌که به عصایش تکیه داده بود….

## در فراماسونری
مناسک ماسونی به پادشاه سلیمان و ساختن معبد او اشاره دارند. معابد ماسونی، جایی که یک لژ ماسونی ملاقات می‌کند، اشاره‌ای تمثیلی به معبد سلیمان است.

## داستان‌های سلیمان

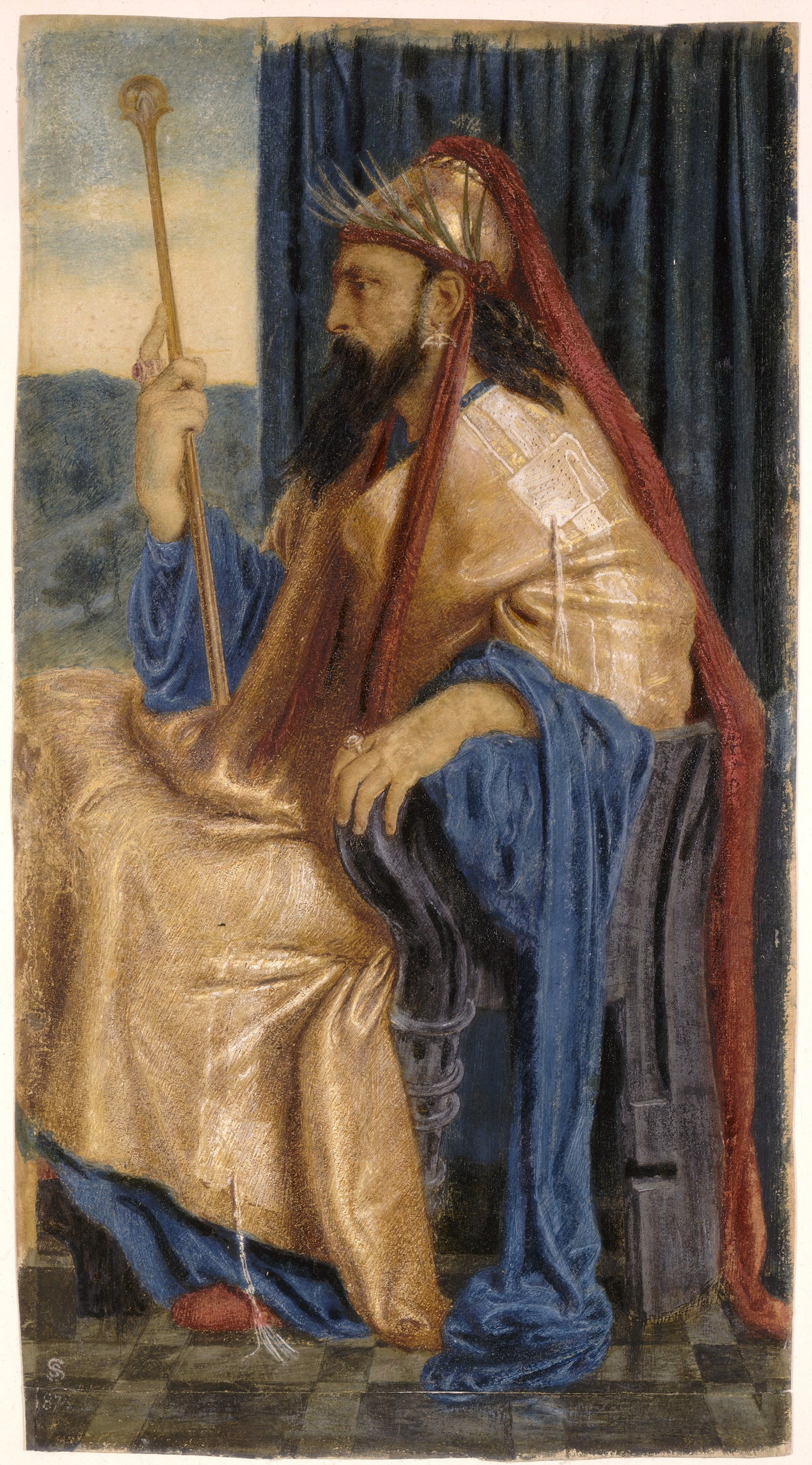
پرتره ای از شاه سلیمان

داستان‌های زیادی در مورد سلیمان در کتب مختلف نقل شده که داستان قالیچه پرنده سلیمان فقط یکی از آنهاست.
هزار و یک شب
داستانی معروف در کتاب هزار و یک شب در مورد جنی صحبت می‌کند که سلیمان را ناراحت کرده بود و به این دلیل سلیمان او را در یک بطری زندانی کرده و در دریا انداخته بود. در بطری به وسیله مهر سلیمان مسدود شده بود و جن نمی‌توانست از بطری خارج شود. در ادامه همین داستان، مطالبی در مورد قالیچه پرنده سلیمان نیز ذکر شده که سلیمان با استفاده از آن پرواز می‌کرده است.
روح‌ها و سحر
بر اساس نوشته‌های روحانی‌های یهود (خاخام‌ها)، خداوند به دلیل درستکاری سلیمان به او قدرت ارتباط با دنیایی در بُعد بالاتر و همچنین ارتباط با اجنه و ارواح را عطا کرده بود. این اجنه برای سلیمان کارهای مختلفی انجام داده و برای او سنگ‌های قیمتی می‌آوردند و همچنین آبیاری درختان و همانند آن.
مهر سلیمان
بر اساس افسانه‌هایی سلیمان دارای انگشتری بود که قدرت‌های جادویی همچون تسلط بر اجنه را در خود داشت. بر این اساس بر روی این انگشتر مُهری وجود داشت که امروزه از آن به نام ستاره داوود یاد می‌شود.
کلید سلیمان
کتابی به نام کلید کوچکتر سلیمان وجود دارد که دارای سحرهایی منسوب به سلیمان است. این سحرها روش‌های ارتباط با ارواح و اجنه را بیان می‌کنند. طبق افسانه‌ها و تاریخ این کتاب در مسجدالاقصی دفن شده و محل دقیق آن مشخص نیست. اما تا به امروزه افراد بسیاری از جمله یهودیان به دنبال آن بودند تا از قدرت آنچه در راه خوب و چه در راه ضد بشر استفاده کنند.
فرشتگان
در متون یهودی، فرشتگان معبد سلیمان را برای او ساختند و این کار با اختیار و علاقه نبود. عقیده خاخام‌ها این است که موجودی کرم‌مانند به نام شمیر برای بریدن سنگ‌ها استفاده می‌شد.